# نموذج الشكل المتغير

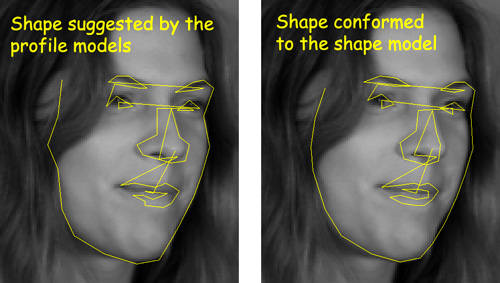

نموذج الشكل المتغير باللغة الإنجليزية Active Shape Model عبارة عن طريقة خوارزمية تستخدم نموذج احصائي لصورة شيء ما في عدة صور (مثلا لصور وجوه اناس مختلفة أو صور لشخص ما في اوضع مختلفة)، بعد ذلك يستخدم هذا النموذج الإحصائي للشي الذي بالصورة لتوليد المزيد من الصور الشبيهة للصور الاصلية. هذه العملية تفيد في استخدام هذا النموذج لمطابقة صور جديدة حيث يولد النموذج مستخدما البيانات من الصور القديمة, والتي تكون معلمة يدويا وتستقي منها الخوازمية المعلومات الأساسية حيث يتم جمع معلومات عن كل نقطة معلمة ومواضعها المختلفة. بعد أن يتم مطابقة الصور الجديدة للنموذج (عن طريق تغيير المدخلات علي النموذج) بعدها يمكن ان نستنبط معلومات عن الصورة الجديدة (مثلا في حالة الوجه, هل هو مبتسم ينظر لليمين أو للشمال), حيث يمكن تحليل النموذج لمعرفة الاقتران بين المدخلات والشكل في الصورة.
تم تطوير هذه الطريقة من قبل تيم كوتيس وكريس تايلور من جامعة مانشستر ببريطانيا سنة 1995, هذا وتستخدم هذه الطريقة في تحليل الصور الطبية والوجوه والقطع الميكانيكية. أيضا هذه الطريقة مرتبطة بشكل وثيق بطريقة نموذج المظهر المتغير.